# Iconoclàstia
Iconoclàstia és aquella doctrina que s'oposa a la veneració d'imatges o ídols. Usualment, una iconoclàstia és motivada per raons religioses o polítiques. Les persones que s'involucren en una iconoclàstia són anomenades iconoclastes. Etimològicament, iconoclasta es refereix a qui destrossa icones, és a dir, pintures o escultures sagrades. En llenguatge col·loquial, s'utilitza també per a referir-se a aquella persona que va contra corrent i el comportament de la qual és contrari als ideals, normes o models de la societat actual o a l'autoritat de mestres dintre d'aquesta, sense que impliqui una connotació negativa de la seva figura.
La Iconoclàstia és l'acte mateix de destrucció però també un intent de tallar el lligam amb el passat, exemplificat en la conversió de Hagia Sofia, la destrucció dels símbols en els cementiris uigurs, la destrucció de Palmira o els budes de Bamiyan. És per això que tombes, monuments, cementiris i altres recordatoris materials dels morts són objectius tan freqüents de profanació. Per suprimir els vius, destruir els morts.

## Història
A l'edat del bronze, l'episodi més significatiu de la iconoclàstia es va produir a Egipte durant el Període d'Amarna, quan Akhenaton, amb seu a la seva nova capital d'Akhetaton, va instituir un canvi significatiu en els estils artístics egipcis juntament amb una campanya d'intolerància cap als déus tradicionals i una nova èmfasi en una tradició monolatrisme estatal centrada en el déu Aten, el disc del Sol, i molts temples i monuments van ser destruïts com a resultat. En rebel·lió contra l'antiga religió i els poderosos sacerdots d'Amon, Akhenaton va ordenar l'erradicació de tots els déus tradicionals d'Egipte. Va enviar funcionaris reials per cisellar i destruir totes les referències a Amon i els noms d'altres deïtats a tombes, parets del temple i cartutxos per inculcar a la gent que l'Aten era l'únic déu veritable.
Un dels Deu manaments del passatge de l'Èxode 20 és No et fabriquis ídols, però els cristians van trencar ràpidament aquest manament, pintant o esculpint imatges al segle iii, primer de manera simbòlica però aviat es van representar directament personatges de la Bíblia.
Els moviments iconoclastes acostumen a tenir la finalitat d'acabar, entre la població, amb els ritus o adoracions paganes que romanguin disfressats en la religió dominant. Aquest desenvolupament va crear problemes a l'Imperi Romà d'Orient als segles VIII i IX, quan la legitimitat de les imatges es va posar en dubte en dues ocasions en la crisi iconoclasta, que acaba amb la victòria dels partidaris de la imatge, els iconòduls, i en l'islam. La iconoclàstia és un fenomen que pot aparèixer en diferents religions, però acostumen a ser el resultat de disputes entre faccions d'una mateixa religió.

## Iconoclastes en l'àmbit islàmic
L'islam té una tradició molt més forta d'oposar-se a les representacions de figures, especialment de figures religioses en les mesquites, no la prohibició general de l'ús de la figura humana, amb l'islam sunnita més oposat que l'islam xiïta. A la història de l'islam, l'acte d'eliminar els ídols de la Kaba a la Meca té una gran importància simbòlica i històrica per a tots els creients.
En general, les societats musulmanes han evitat la representació d'animals i humans dins d'espais sagrats com les mesquites i les madrasses. Aquesta oposició a la representació figurativa no es basa en l'Alcorà, sinó en les tradicions contingudes dins del Hadith. Les dues principals objeccions a la figuració a
els textos prescriptius suggereixen una preocupació pel materialisme de l'adoració en tradicions no islàmiques: la primera és el fet de no usurpar el diví dels poders creatius, i la segona, que shirk significa politeisme i idolatria, però originalment significava associar altres déus amb Déu. La prohibició de la figuració no sempre s'ha estès a l'esfera secular i existeix una sòlida tradició de representació figurativa dins de l'art musulmà. No obstant això, els autors occidentals han tendit a percebre "una llarga tradició culturalment determinada i inalterable d'actes violents iconoclastes" dins de la societat islàmica.

### Primer islam
El primer acte d'iconoclàstia musulmà data del començament de l'islam, el 630, quan Mahoma va fer destruir les diverses estàtues de deïtats àrabs allotjades a la Kaba de la Meca. Hi ha una tradició que Mahoma va estalviar un fresc de Maria i Jesús de Natzaret. Amb aquest acte es pretenia posar fi a la idolatria pròpia de la mitologia àrab del període que els musulmans anomenen la jahiliyya.
La destrucció dels ídols de la Meca no va determinar, però, el tractament d'altres comunitats religioses que vivien sota el domini musulmà després de l'expansió del califat. La majoria de cristians sota domini musulmà, per exemple, van continuar produint icones i decorant les seves esglésies com desitjaven. Una excepció important a aquest patró de tolerància en la història islàmica primitiva va ser l'«Edicte de Yazid», emès pel califa omeia Yazid II el 724. Aquest edicte va ordenar la destrucció de creus i imatges cristianes al territori del califat. Els investigadors han descobert evidències que l'ordre va ser seguida, particularment a l'actual Jordània, on les proves arqueològiques mostren l'eliminació d'imatges dels sòls de mosaic d'algunes de les esglésies actives en aquell moment, encara que no de totes. Tanmateix, les polítiques iconoclàstiques de Yazid no van ser continuades pels seus successors, i les comunitats cristianes del Llevant van continuar fabricant icones sense interrupcions significatives des del segle vi fins al segle ix.
Els registres de la campanya registrats al Chach Nama registren la destrucció de temples a principis del segle VIII quan el governador omeia de Damasc, al-Hajjaj ibn Yússuf, va mobilitzar una expedició de 6.000 cavalleries sota la direcció de Muhàmmad ibn al-Qàssim el 712.

### L'Imperi Otomà

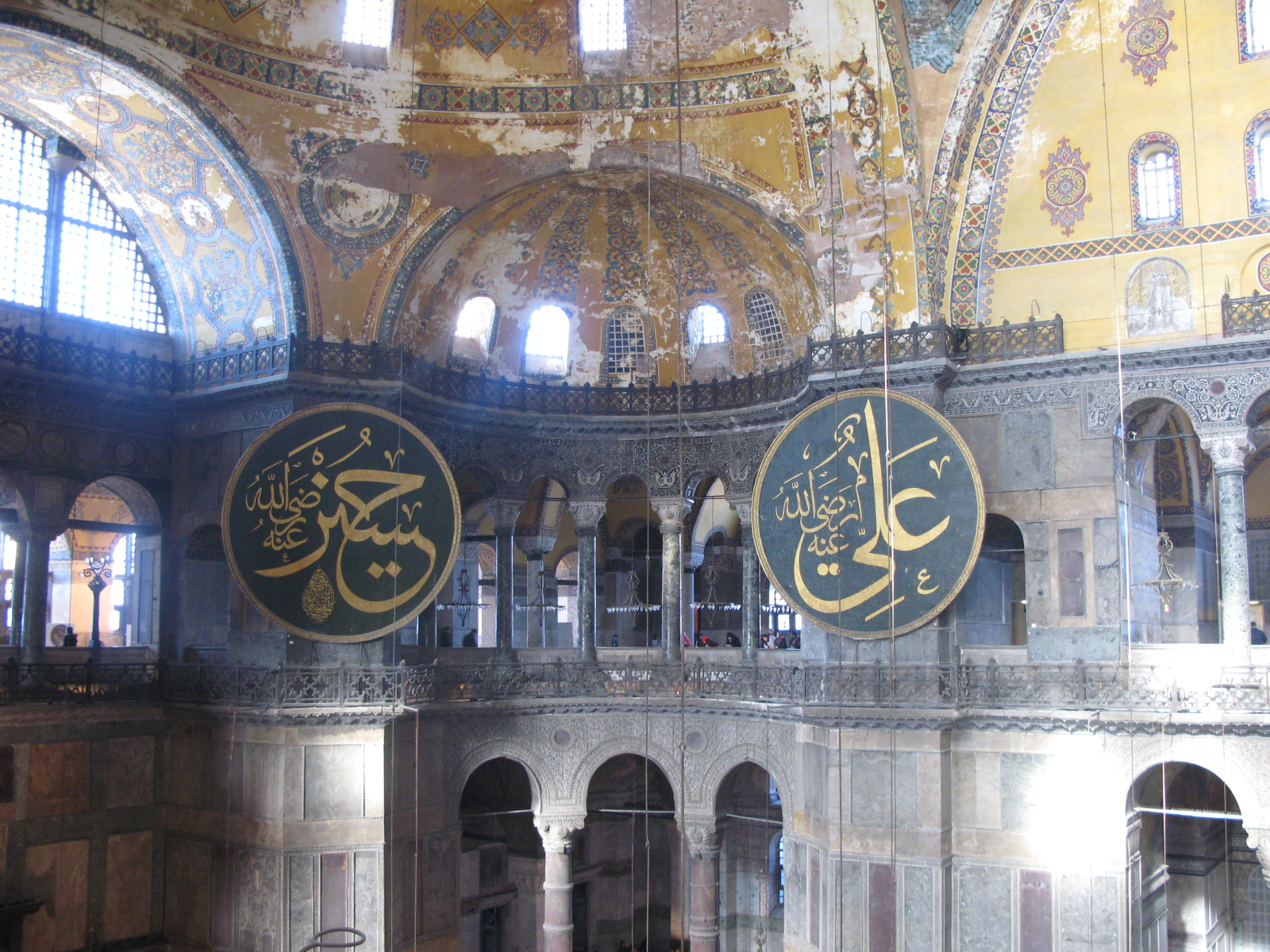
Interior de Hagia Sofia

Al segle xv, al-Maqrizí atribuïa la pèrdua del nas de l'Esfinx de Guiza a l'iconoclasme de Muhammad Sa'im al-Dahr, un musulmà sufí que a mitjans de la dècada de 1300, indignat pels musulmans locals que feien ofrenes a la Gran Esfinx amb l'esperança de controlar el cicle de les inundacions, l'hauria amputat i que, per aquest motiu, hauria estat executat per vandalisme; tanmateix, els estudis arqueològics van concloure que el nas es va trencar amb instruments en una època desconeguda anterior, entre els segles iii i x.
Els otomans, en la seva expansió, van reutilitzar temples locals i llocs de culte com a mesquites, com va passar amb l'església d'Hagia Sofia, que es va convertir en mesquita el 1453. La majoria d'icones van ser profanades i la resta es va cobrir amb guix. El 1934 el govern de Turquia va decidir convertir Santa Sofia en un museu, mentre que la restauració dels mosaics ja s'havia iniciat el 1932 per part de l'Institut Bizantí Americà.

## Extremisme islàmic contemporani
El gihadisme és el conjunt de les branques més violentes i radicals dins de l'islamisme polític en la qual els seus seguidors criden a una «guerra santa» en el nom de Déu, i una de les seves expressions ha estat l'iconoclàstia, exemplificada amb la destrucció de les estàtues de Buda a la vall de Bamiyan en 2001, la destrucció de tombes de sants i manuscrits antics al nord de Mali en 2012 i 2013 o la destrucció sistemàtica duta a terme per Estat Islàmic a Síria i l'Iraq entre 2014 i 2017.

## Iconoclastes en l'àmbit romà d'Orient
A finals del segle vii, església i emperador a l'Imperi Romà d'Orient defensaven l'ús de les imatges religioses en el culte, i fins i tot, Justinià II Rinotmet cap al 690 va encunyar la primera moneda amb la imatge de Jesus de Natzaret, obrint un conflicte per les imatges amb Abd-al-Màlik ibn Marwan.
Després d'un segle de contínues pèrdues de terreny contra els musulmans i a una seqüència de desastres naturals com l'erupció del volcà de Tera el 727, Lleó III l'Isàuric, que el 722 havia intentat forçar la conversió dels jueus de l'Imperi, pensava que era degut a la còlera de Déu pel culte a les imatges, contrari als Deu manaments, que en el segle IV ja havia criticat Epifani I de Constància, i després del decret de Yazid II va emetre un decret en aquest sentit i va manar destruir tota representació cristiana de figures religioses o de l'evangeli, especialment tots els Sants, el 730 quan el patriarca Germà I de Constantinoble va haver de renunciar en ser iconòdul, substituint-lo per Anastasi i la revolució contra els omeies, que va aturar l'avanç musulmà va portar als iconoclastes creure que la seva doctrina realment funcionava. Constantí V va heretar un greu enfrontament entre una població que majoritàriament estava a favor de l'ús d'imatges i la postura oficial, va convocar el Concili de Hièria en 754 en el qual la veneració de les icones va ser llavors condemnada totalment com una heretgia i no simplement com una costum piadosa desviada, i finalment es va imposar per les armes, però la persecució va minvar durant el regnat de Lleó IV el Khàzar.
Després del Segon Concili de Nicea el 787, durant el regnat de Constantí VI es va afirmar la veneració d'icones, que actuen com a símbols de la fe igual que la creu o altres signes acceptats, sempre que es distingeixi de l'adoració directa a la divinitat (per no caure en la idolatria), basant-se en l'encarnació de Jesucrist en home.
L'emperador Lleó V l'Armeni (813-820) va instaurar un segon període de lluites el 813 que va continuar pels seus successors fins a l'emperador Teòfil. En morir aquest, la seva esposa Teodora va mobilitzar els partidaris de la iconodulia i va proclamar la restauració d'icones el 843.

## Iconoclàstia a l'Índia
Els monestirs budistes de la vall de Bamiyan van patir danys iconoclàstics al cinquè o al començament del sisè segle el governant heftalita Mihirakula, que es deia que tenia una inclinació shaivita i s'oposava al budisme.
Al començament de l'Índia medieval, es van registrar nombrosos casos de profanació de temples per part de reis indis contra regnes indis rivals, que van implicar conflictes entre devots de diferents divinitats hindús, així com conflictes entre hindús, budistes i jainistes. El 642, el rei de Pal·lava, Narasimhavarman I, va saquejar un temple de Ganesha a la capital de Chalukyan, Vatapi. El 692, els exèrcits de Chalukya van envair el nord de l'Índia on van saquejar els temples de Ganga i Yamuna. Al segle viii, les tropes bengaleses de la Dinastia Pala profanaren els temples de Vishnu Vaikuṇṭha, la deïtat estatal del regne de Lalitaditya al Caixmir. A principis del segle ix, els reis hindús indis de Kanchipuram i el rei Pandyan Srimara Srivallabha van saquejar els temples budistes de Sri Lanka. A principis del segle x, el rei de Pratihara, Herambapala, va saquejar una imatge d'un temple del regne sahi de Kangra, que va ser saquejada posteriorment pel rei de Pratihara Yasovarman.

## Iconoclastes en l'àmbit protestant

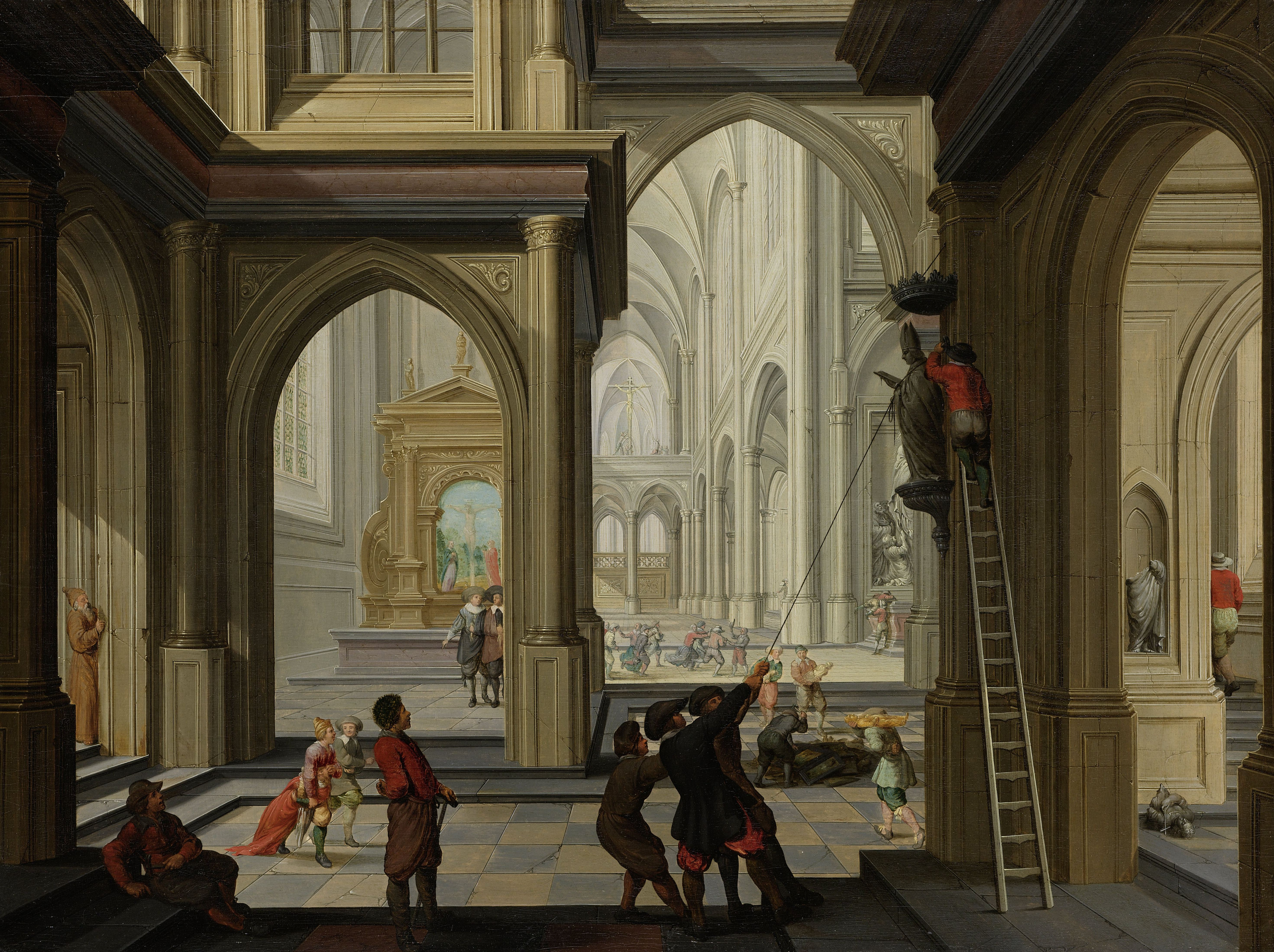
Iconoclàstia en una església, obra de Dirk van Delen

Arreu d'Europa, el naixement i la propagació del protestantisme va venir acompanyat de la proliferació de moviments iconoclàstics i la destrucció de l'art catòlic acusant-lo d'idolatria (o culte a les imatges), degut al fet que els seguidors d'aquests corrents solament creuen en el Déu totpoderós i vivent com a única deïtat veritable, convertint-se en un de mitjans de la afirmació de les identitats religioses.
El fenomen va començar a Suïssa, sent Zúric la primera ciutat en "netejar" les seves esglésies en 1524 i el fenomen es va estendre a Berna i St. Call el 1528, Basilea i Schaffhausen el 1529 i Neuchatel el 1530.
A principis de 1565, un nombrós grup de nobles menors, inclòs Lluís de Nassau, el germà petit de Guillem d'Orange va formar el Compromís dels Nobles, que el 5 d'abril van oferir una petició a Margarida de Parma, per sol·licitar la fi de la persecució dels protestants, que anomenaven Inquisició fou rebutjada i es va decretar la prohibició de predicar el protestantisme en decrets de juny i juliol. El descontentament entre els calvinistes va esclatar amb l'iconoclasme. La violència es va iniciar el 10 d'agost de 1566 a Flandes Occidental després de ser incitada pels ministres calvinistes. L'onada de violència causada per grups itinerants a esglésies i monestirs es va estendre per Flandes, Artois i Brabant fins a Holanda, Zelanda i Utrecht, i la destrucció es dirigia contra la riquesa de l'Església catòlica i el culte a les imatges, sobretot estàtues de sants, altars i imatges. Guillem d'Orange i els seus partidaris, inclosos els nobles Egmont i Horne, que tenien una política moderada i donaven llibertat de consciència a les disset províncies, van condemnar la violència.

## Revolució francesa

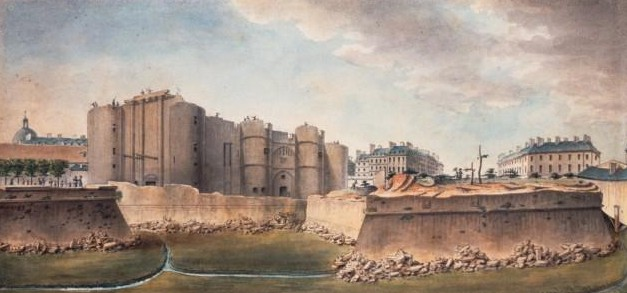
Enderroc de La Bastilla en 1789

Amb d'adveniment dels governs republicans, es van endegar programes d'iconoclàstia que van proscriure els signes de feudalisme, de reialesa el 1792 i de “superstició” el 1793, però la legislació va protegir els objectes que equips d'artistes, coneixedors i aficionats consideraven suficientment estètics o històrics per justificar la seva preservació. Un gran nombre d'imatges, dibuixos, pintures i escultures pertanyents a esglésies, capelles, comunitats religioses o cases particulars van ser malmeses o destruïdes durant el període.

## Unió soviètica
Durant i després de la Revolució d'Octubre de 1917, es va produir la destrucció generalitzada d'imatges religioses i seculars a Rússia, així com la destrucció d'imatges relacionades amb la família imperial. La Revolució va anar acompanyada de la destrucció de monuments dels tsars, així com la destrucció d'àguiles imperials en diversos llocs de tota Rússia.